# ویرجینیا آدمیرال
ویرجینیا هولتون آدمیرال یا ویرجینیا دنیرو (زاده ۴ فوریه ۱۹۱۵ – درگذشته ۲۷ ژوئیه ۲۰۰۰) نقاش، شاعر آمریکایی و مادر بازیگر رابرت دنیرو است. او نقاشی را زیر نظر هانس هافمن در نیویورک آموخت و آثارش در مجموعه پگی گوگنهایم که یک مجموعه‌دار هنری آمریکایی بود، گنجانده شد.

## زندگی و کار
آدمیرال، دختر آلیس کارولین (با نام خانوادگی گرومن)، و دونالد آدمیرال است و در اورگان متولد شد. آدمیرال با اعتقادهای پروتستانی بزرگ شد اما بعدتر، در بزرگ‌سالی آتئیست شد. پدرش تبار انگلیسی، فرانسوی و هلندی داشت و مادرش آلمانی‌تبار بود. در سال ۱۹۲۰، به همراه والدین و خواهر کوچکترش، النور، در دانویل، ایلینوی زندگی می‌کردند. در سال ۱۹۳۰، والدین ویرجینیا از هم جدا شدند و او با مادر و خواهرش در برکلی، کالیفرنیا زندگی کردند. هنگامی که در برکلی بود، مادرش معلم مدرسه بود.
از سال ۱۹۳۲ تا ۱۹۳۵ در مقطع کارشناسی در کالج کو در سدار راپیدز، آیووا در رشته روزنامه‌نگاری تحصیل کرد. آدمیرال در مؤسسه هنر شیکاگو زیر نظر هانس هافمن نقاشی را آموخت. در سال ۱۹۳۸، در پروژه هنر فدرال، در اوکلند، کالیفرنیا کار کرد. هنگامی که در برکلی، کالیفرنیا زندگی می‌کرد، بخشی از فعالیت‌های هنری، اجتماعی و ادبی‌اش خارج از دانشگاه بود. در طول دهه ۱۹۴۰، و پس از سفری به کالیفرنیا، و به گرینویچ ویلج، نیویورک، دوست صمیمی شاعر رابرت دانکن و همچنین هنرمندان و نویسندگان دیگر بود. آنایس نین و کنت پچن نیز از دوستان او بودند. او با دانکن، شماره‌ای از مجله اپیتا (Epitaph) (که بعدتر به The Experimental Review تغییر نام داد) تهیه کرد.
آدمیرال در یکی از کلاس‌های نقاشی هانس هافمن در ماساچوست با رابرت دنیرو پدر، که هنرمندی مشتاق بود، آشنا شد. آن‌ها در دسامبر ۱۹۴۲ ازدواج کردند. در آگوست ۱۹۴۳، ویرجینیا پسرشان، بازیگر و کارگردان رابرت دنیرو جونیور را به‌دنیا آورد.
برای مدتی آدمیرال به‌عنوان تایپیست برای آنائیس‌نین کار کرد. هم او و هم همسرش رابرت برای نین متن‌های اروتیک می‌نوشتند. او و رابرت دنیرو در سال ۱۹۴۵ طلاق گرفتند، اما در طول زندگی خود با هم صمیمی ماندند. زمانی که رابرت پدر به سرطان مبتلا شد، ویرجینیا از او در آخرین سال‌های زندگی نگهداری کرد. آدمیرال بعدتر در نیویورک برای مجله ترو کرایمز نوشت.
در سال ۱۹۴۲، آدمیرال هنر خود را در سالن اسپرینگ، گالری «هنر این قرن» که متعلق به پگی گوگنهایم بود، برای هنرمندان جوان به نمایش گذاشت. در همان سال یک نقاشی را به مبلغ ۱۰۰ دلار به موزه هنرهای مدرن فروخت. او اولین نفر از گروه هنرمندانی بود که تابلویی مدرن را به فروش رساند. دو سال بعد از او جکسون پولاک اولین فروش خود را به موزه انجام داد. او در سال ۱۹۴۶ یک نمایش انفرادی در همان گالری برگزار کرد و آثارش در سال ۱۹۴۷، در مجموعه پگی گوگنهایم در بینال ونیز گنجانده شد. در سال‌های بعد، از ۱۹۷۳ تا ۱۹۸۰، آثار او در گالری بوکر و هارپسیکوردز به نمایش درآمد.
آدمیرال در جنبش‌های سیاسی علیه دخالت آمریکا در جنگ ویتنام و برای حقوق هنرمندان و حقوق فقرا فعال بود. در دهه ۱۹۶۰، در به‌دست آوردن مسکن ارزان‌قیمت برای هنرمندانی که در منطقه سوهو نیویورک کار می‌کردند، نقش مهمی داشت. آثار او در مجموعه‌های دائمی موزه هنر متروپولیتن و موزه هنر مدرن در نیویورک و مجموعه پگی گوگنهایم در ونیز موجود است. علاوه بر این، مقالات او در آرشیو هنر آمریکا در اسمیتسونیان نگهداری می‌شود.